# أزمة مضيق تايوان الثالثة

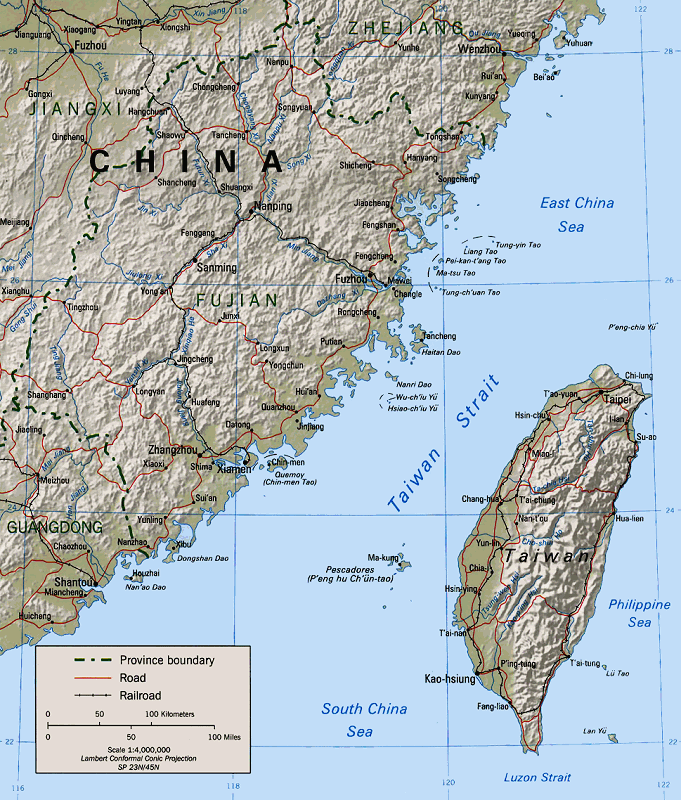
مضيق تايوان

أزمة مضيق تايوان الثالثة، وتسمى أيضا أزمة مضيق تايوان 1995-1996 أو أزمة مضيق تايوان 1996 (بالصينية: 台灣海峽飛彈危機) (بالإنجليزية: Third Taiwan Strait Crisis)‏ ، كانت سلسلة من تجارب الاختبارات الصاروخية على يد جمهورية الصين الشعبية حول مياه تايوان بما فيها مضيق تايوان من 21 يوليو 1995-23 مارس 1996. أول دفعة من الصواريخ من منتصف إلى أواخر 1995. واستعملت عمدا لتحذير حكومة الصين الجمهورية التي كانت تحت قيادة لي تينغهي، التي تمت رؤيته مستخدما سياسة أكثر من صين واحدة. الصواريخ أطلقت مرة ثانية في بداية 1996 عمدا لإخافة الناخبين في انتخابات تايوان عام 1996.